# سجادة ناشين

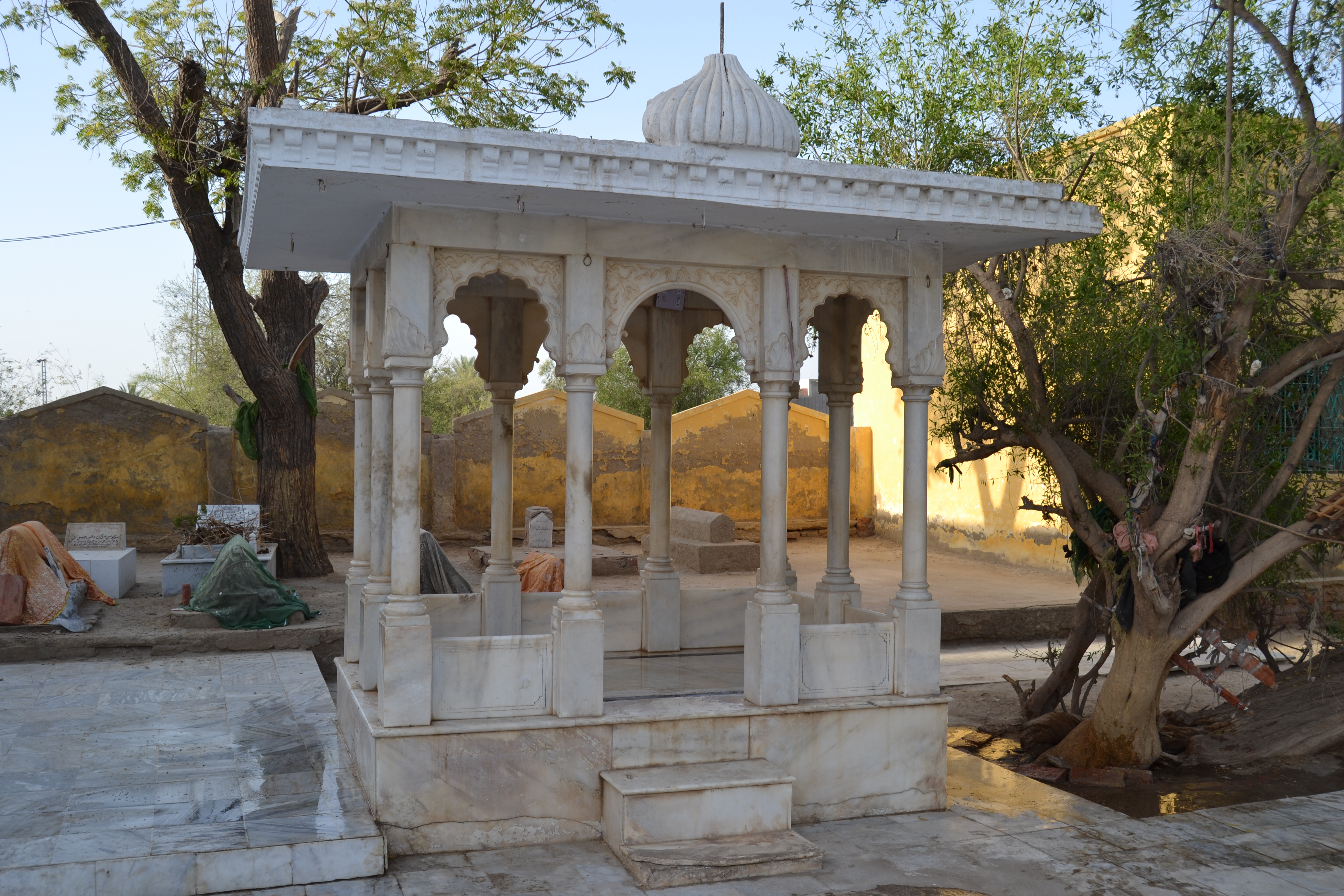
"عرش" سجادة ناشين للشاعر الصوفي ساشال سارماست ، في السند ، باكستان

سجادة ناشين (الفارسية: سجاده نشین؛ تترجم حرفيا. [من] يجلس [على] سجادة الصلاة) أو غادي ناشين هو مصطلح من أصل فارسي، يُستخدم بشكل رئيس في التقاليد الصوفية في جنوب آسيا للإشارة إلى الخليفة أو المسؤول الوراثي لسيد صوفي يعمل عادةً كوصي أو أمين على ضريحه.
في بعض الحالات، يكون السجاد ناشين من نسل الصوفي أو المرشد أو من نسل أحد تلامذتهم. "سجادة " تعني "سجادة الصلاة" (من السجود العربي) بينما " ناشين" هي الكلمة المستخدمة للشخص الجالس عليها. يهتم السجاد بشكل خاص بالضريح الذي بُني فوق قبر الصوفي أو قبره، والمعروف باسم دارجاه أو مزار. الوصي هو الشخص الرئيس الذي يحمل ويقود الطقوس الصوفية التقليدية في الأنشطة اليومية للدارجا وخاصة خلال ذكرى الوفاة التي تسمى عرس. باعتباره منصبًا وراثيًا، ينتقل دور سجادة الصلاة إلى الطفل بعد وفاة حاملها.
سيد محمد فايز نظامي هو سجادة ناشين الحالي لدارغا حضرة نظام الدين أوليا، نيودلهي

## طالع أيضًا
- خانقاه
- سلسلة
- الطريقة
- زيارة